# Rafael Hernández Ochoa
Rafael Hernández Ochoa (Santa Gertrudis, Veracruz; 4 de junio de 1915 - 18 de mayo de 1990) fue un político y abogado mexicano, miembro del Partido Revolucionario Institucional. Fue gobernador de Veracruz entre 1974 y 1980.

## Su infancia
Cursó su instrucción primaria en la Escuela Enrique C. Rébsamen y, terminó sus estudios de secundaria y preparatoria en la Escuela de Bachilleres de la Ciudad de Xalapa.

## Formación profesional
De 1938 a 1941 estudió Leyes en la Facultad de Derecho y Ciencias Políticas de la Universidad Nacional Autónoma de México, obteniendo el título profesional en el año de 1944 con la tesis denominada "La Intervención del Estado". Desde el tercer año de la carrera litigó en distintas ramas del Derecho, particularmente en Derecho Administrativo y en Derecho del Trabajo.
Fue Presidente de la confederación Nacional Ganadera y Jefe del Departamento Jurídico del Gobierno del estado de Veracruz. De 1958 a 1970 trabajó en la secretaría de Gobernación ocupando diferentes puestos como secretario auxiliar del subsecretario, subdirector general de Población, subdirector general de Administración, director general de Investigaciones Políticas y Sociales y subsecretario de Gobernación.
Durante el tiempo en que fue funcionario de esta Secretaría participó en diferentes eventos en materia migratoria y turística tanto en el extranjero como en el interior del país, se desempeñó también como miembro del Consejo Nacional de Turismo.
Se desempeñó como subsecretario de Gobernación, a las órdenes de Mario Moya Palencia, durante los últimos dos años del gobierno de Gustavo Díaz Ordaz.
El 1 de diciembre de 1970, el presidente de la República, Luis Echeverría Álvarez lo designó secretario de Trabajo y Previsión Social. Más adelante fue diputado federal por el V Distrito Electoral Federal de Veracruz a la XLIX Legislatura, presidente de la Cámara de Diputados y vicepresidente de la Comisión Permanente del H. Congreso de la Unión.

## Candidato a gobernador
El 4 de mayo de 1974 resultó elegido candidato por el Partido Revolucionario Institucional para ocupar la Gubernatura de Veracruz, misma que obtuvo y tomó posesión el 1° de diciembre de ese año para el periodo 1974-1980, recibiendo el mando estatal de Rafael Murillo Vidal y entregando el 1° de diciembre de 1980 a Agustín Acosta Lagunes.

## Muerte
Falleció el 18 de mayo de 1990 en un accidente automovilístico en la autopista de Querétaro.